# Petilochus naumanni
Petilochus naumanni là một loài tò vò trong họ Ichneumonidae.